# Красна Заря (Краснозоренський район)
Красна Заря (рос. Красная Заря) — селище у Краснозоренському районі Орловської області Російської Федерації.
Населення становить 1565 осіб. Входить до муніципального утворення Краснозоренське сільське поселення.

## Історія
Населений пункт розташований у межах Чорнозем'я та історичного Дикого Поля. Від 30 липня 1928 року у складі Єлецького округу Центрально-Чорноземної області, 13 червня 1934 року після ліквідації Центрально-Чорноземної області населений пункт увійшов до складу новоствореної Курської області.
З 27 вересня 1937 року в складі новоствореної Орловської області.
Від 2013 року входить до муніципального утворення Краснозоренське сільське поселення.

## Населення
| 1939 | 1959  | 1989  | 2002  | 2010  |
| ---- | ----- | ----- | ----- | ----- |
| 1234 | ↗1632 | ↗1821 | ↗1826 | ↘1565 |